# 紋鰭深水䲗
紋鰭深水䲗（学名：Bathycallionymus sokonumeri），又名紋鰭深水䲗、老鼠、狗圻，为鼠䲗科深水䲗屬下的一个种。